# Falsepilysta laterimaculata
Falsepilysta laterimaculata là một loài bọ cánh cứng trong họ Cerambycidae.